# Theater Ulm

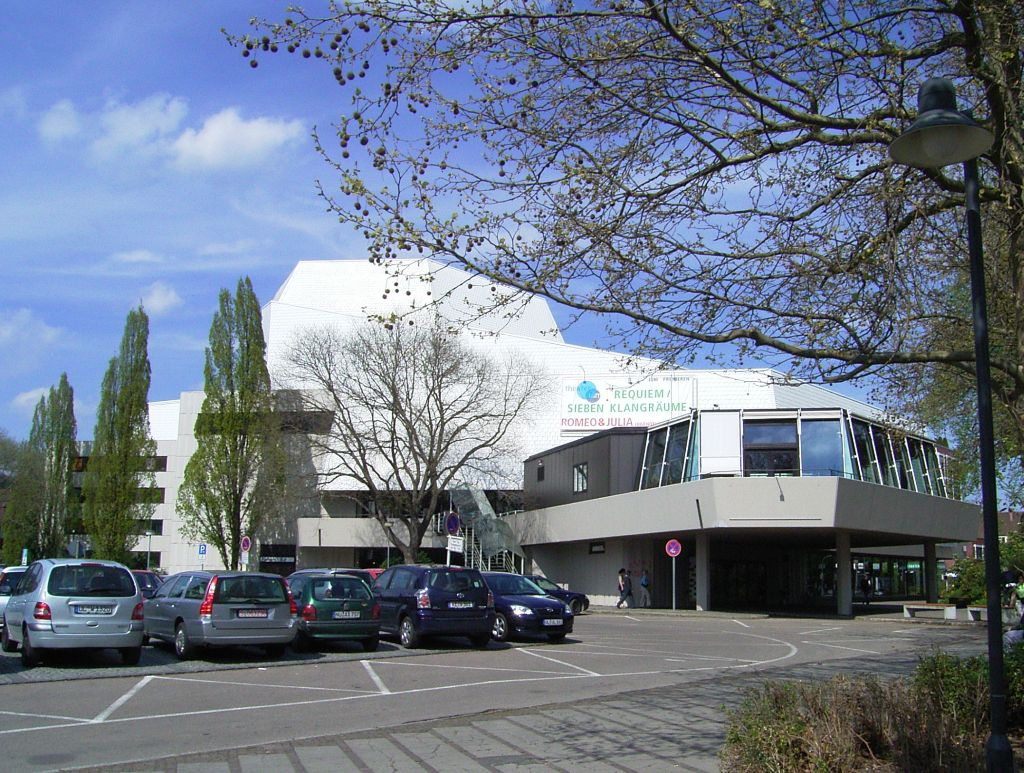
Theaterbau von 1969 mit späterem Anbau

Das Theater Ulm, gegründet 1641, ist das älteste städtische Theater Deutschlands in der Baden-Württembergischen Großstadt Ulm. Es wird als Dreispartenhaus mit eigenen Ensembles für Oper/Operette, Schauspiel und Ballett betrieben. Bis 2006 hieß das Haus Ulmer Theater, auch Städtische Bühnen Ulm. Das Gebäude am Herbert-von-Karajan-Platz 1 wurde von 1966 bis 1969 nach Plänen des Architekten Fritz Schäfer errichtet und am 3. Oktober 1969 mit 817 Sitzplätzen vor der Hauptbühne und bis zu 200 Sitzplätzen im Studiotheater Podium im Untergeschoss eröffnet.

## Geschichte

### 16. Jahrhundert
Die frühesten Belege für Theateraufführungen in Ulm reichen bis zum Beginn des 16. Jahrhunderts zurück, wenn auch szenische Darstellungen aus noch früherer Zeit überliefert sind. Zwischen 1550 und 1650 erlebte das Komödienspiel seine Blütezeit.

### 17. Jahrhundert
Wegen des großen Publikumszuspruchs wurde im Jahr 1641 nach den Plänen des Stadtbaumeisters Joseph Furttenbach in einer Kornscheuer auf dem Binderhof beim ehemaligen Dominikanerkloster ein Zweckbau für das Theaterensemble erbaut. Dieser hatte bereits Vorhang und Orchestergraben und war mit einer wie auf italienischen Bühnen üblichen Technik ausgestattet, unter anderem also mit prismenförmigen, drehbaren Kulissen (Telarienbühne). In diesem Theater gab es 600 in ansteigender Folge angeordnete Sitzplätze und 150 Stehplätze. Schon 1650 wurde es auf 1000 Plätze aufgestockt.
Für deutsche Verhältnisse war so ein Theater ein Novum, das häufig fremde Schauspielergruppen anzog. Nachweisbar traten ab 1572 auswärtige Truppen mit Berufskomödianten in Ulm auf, besonders hervorzuheben die ab 1594 bis Mitte des 17. Jahrhunderts gastierenden englischen und niederländischen Schauspieler.

### 18. Jahrhundert
Die blühende Theaterszene in Ulm beflügelte den Komponisten, Musiker und Journalisten Christian Friedrich Daniel Schubart, einen unbequemen, unkonventionellen Querkopf und Herausgeber der Teutschen Chronik, in Ulm nach Wiener Vorbild den Gedanken eines deutschen Nationaltheaters zu verwirklichen. Die angespannte Finanzlage und die Verhaftung und Einkerkerung Schubarts auf dem Hohen Asperg ließen diese Pläne versanden.
Auf Drängen der in Ulm tagenden Gesandten des Schwäbischen Kreises beschloss der Rat 1780, die städtische Remise, das Kutschenhaus, durch den herzoglich württembergischen Premiermaschinisten Johann Christian Kaim zu einem Theater umbauen zu lassen. Der Hauptschmuck dieses relativ schlichten, als Komödienhaus bezeichneten Theatergebäudes war ein von Viktor Wilhelm Peter Heideloff gemalter Vorhang mit allegorischen Darstellungen der Theatermusen.

### 19./20. Jahrhundert

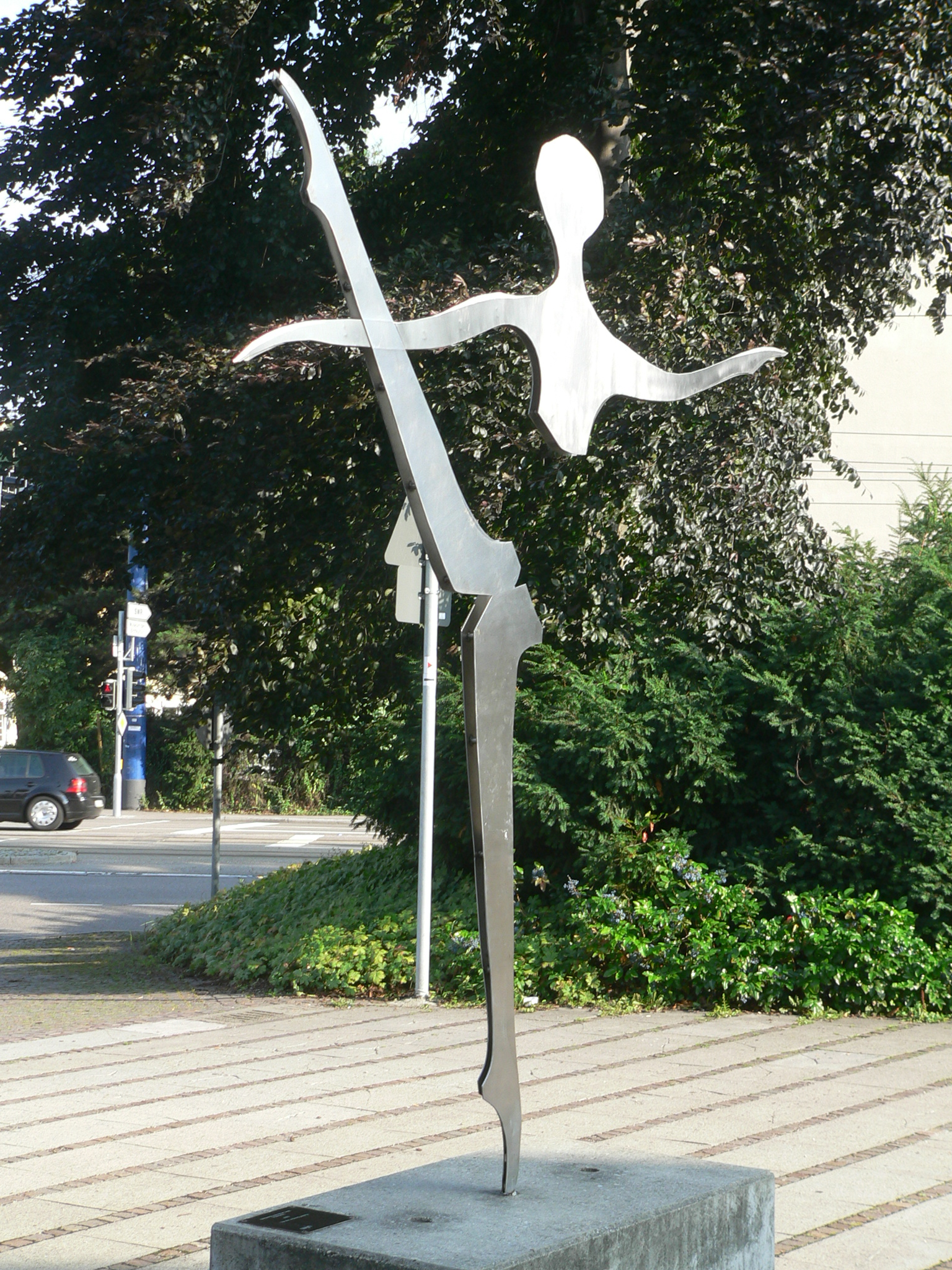
Sophitia, die tanzende Weisheit von Rudolf Dentler aus dem Jahre 1999 vor dem Theater

Dieses Theater wurde während des 19. Jahrhunderts immer wieder um- und ausgebaut und zuletzt 1923 wesentlich erweitert. Herbert von Karajan hatte am Ulmer Theater sein erstes Engagement – als Erster Kapellmeister – von 1929 bis 1934. Auch Otto Schulmann war in dieser Zeit Kapellmeister im Ulm, musste aber aus politischen Gründen Deutschland verlassen. In „Die Bühne. Zeitschrift für die Gestaltung des deutschen Theaters“ ist nachzulesen: „Der Intendanz des Stadttheaters Ulm ist es gelungen, mit Bregenz einen Spielvertrag abzuschließen Am 24. September gelangte „Der Bettelstudenten“ zur Aufführung“.
Zum Ende des Zweiten Weltkriegs, 1944 und 1945 zerstörten Bomben das Theatergebäude nahezu vollständig. In den ersten Nachkriegsjahren wurde in der unzerstörten Turnhalle der Wagnerschule ein Interimstheater eingerichtet, welches bis zur Einweihung des Neubaus 1969 in Betrieb blieb und seitdem verschiedenen freien Theatergruppen oder Schultheatergruppen als Spielstätte dient.
Von 1994 bis 2011 war der amerikanische Dirigent James Allen Gähres Generalmusikdirektor am Theater Ulm. Dem Theater zugeordnet ist das Philharmonische Orchester der Stadt Ulm, das eigene Sinfoniekonzerte – neben dem Opernbetrieb – gibt.
Zusätzlich wurde und wird an wechselnden Orten in Ulm Theater gespielt, wobei auch Intendanten wie Kurt Hübner für herausragende Theater-Ereignisse verantwortlich zeichneten. Dieser sorgte Anfang der 1960er Jahre mit dem Engagement von Peter Zadek an das Ulmer Theater für dessen Durchbruch als Regisseur. Während seiner Intendanz 1959 bis 1962 beeinflusste Kurt Hübner (mit seinem Stellvertreter, dem Chefdramaturgen Jörg Wehmeier) das Profil wesentlich in Richtung eines Theaters, welches die Regieführung mit Persönlichkeiten unterschiedlicher Herkunft und künstlerischer Handschrift teilt und der Talentsichtung dient, wie bei dem Bühnenbildner Wilfried Minks und dem Regisseur Johannes Schaaf, dem Schauspieler und Bühnenbildner Jürgen Rose. Er setzte sich trotz Protesten zu jener Zeit dafür ein, Bertolt Brecht aufzuführen, und verpflichtete Peter Palitzsch als Regisseur von Brechts Prozeß der Jeanne d'Arc zu Rouen 1431. Für Furore sorgte in der Ära Hübner auch Peter Zadeks Inszenierung von Brendan Behans Die Geisel.
Mit Paul Pörtners Stück Scherenschnitt (1963) in Ulm wurde erstmals in Deutschland der Orchestergraben überwunden und das Publikum konnte den Fortgang einer Bühnenaufführung mitbestimmen. Der im Jahr 1969 eingeweihte Neubau hielt das besonders für Aufführungen moderner (kleiner) Stücke von zeitgenössischen Autoren (Beckett, Ionesco etc.) gedachte Podium bereit. Das ist ein sechseckiger Spielraum, der mit 18 gegeneinander verfahrbaren Bodenelementen eine sehr variable Bühnen- und Zuschaueranordnung erlaubt und in dem das Publikum bei Bedarf auch rund um die Bühne sitzen kann. Damit reagierten die Planer auf die zur Mitte des 20. Jahrhunderts überall aus dem Boden sprießenden Zimmer- oder Werkraumtheater.
Das Theater Ulm erwies sich für eine Reihe von Künstlern (Schauspieler und Sänger), Choreografen, Tänzern, Regisseuren, Intendanten usw. als Sprungbrett für ihre Karriere. Dazu zählen beispielsweise Wilhelm Brückner-Rüggeberg, Hannelore Hoger, Judy Winter, Ernst Seiltgen, Louis Hendrik Potgieter, Liselotte Losch, Margarete Klose, Angela Denoke, Rita Kapfhammer, Philippe Jordan, Deborah Polaski, die sich in Ulm in das schwere Wagner-Fach vorarbeitete, Erwin Belakowitsch, Horst Lamnek, Harald Serafin, Mirjana Irosch, Vera Schoenenberg und Iva Mihanovic.
Die Choreografin und Tänzerin Anni Peterka begründete 1937 das Ballett am Ulmer Theater. In den 1970er, 1980er und 1990er Jahren begannen die Choreografen Günter Pick, Pierre Wyss, Philippe Talard und Joachim Schloemer ihre Karrieren als Ballettdirektoren in Ulm. Auch Bernd Schindowski startete seine Laufbahn am Ulmer Theater, wo er von 1975 bis 1978 als Tänzer, Trainingsleiter und Choreograf von Günter Pick engagiert war.

### 21. Jahrhundert
Intendant Andreas von Studnitz benannte das Ulmer Theater im Jahr 2006 in Theater Ulm um. Im Musiktheater waren seitdem Sängerinnen und Sänger wie Oxana Arkaeva, Merav Barnea, Rúni Brattaberg, Gillian Crichton, Kwang-Keun Lee, Hélène Lindqvist sowie Helena Zubanovich als feste Ensemble-Mitglieder engagiert. Von 2011 bis 2021 war Timo Handschuh Generalmusikdirektor. Seit 2021 ist Felix Bender Generalmusikdirektor am Theater Ulm.
Nachdem zunächst ein Neubau zur Diskussion gestanden hatte, bewilligte der Gemeinderat der Stadt Ulm am 12. März 2008 einen Betrag von 18,3 Millionen Euro für eine Generalsanierung und Modernisierung. Neben der Beseitigung baulicher Mängel wurde bis 2017 auch die Technik auf den neuesten Stand gebracht.
Intendant Kay Metzger benannte im Jahr 2018 das Ballett des Theaters Ulm in Tanztheater Ulm um. Direktor wurde im selben Jahr Reiner Feistel.

## Intendanten

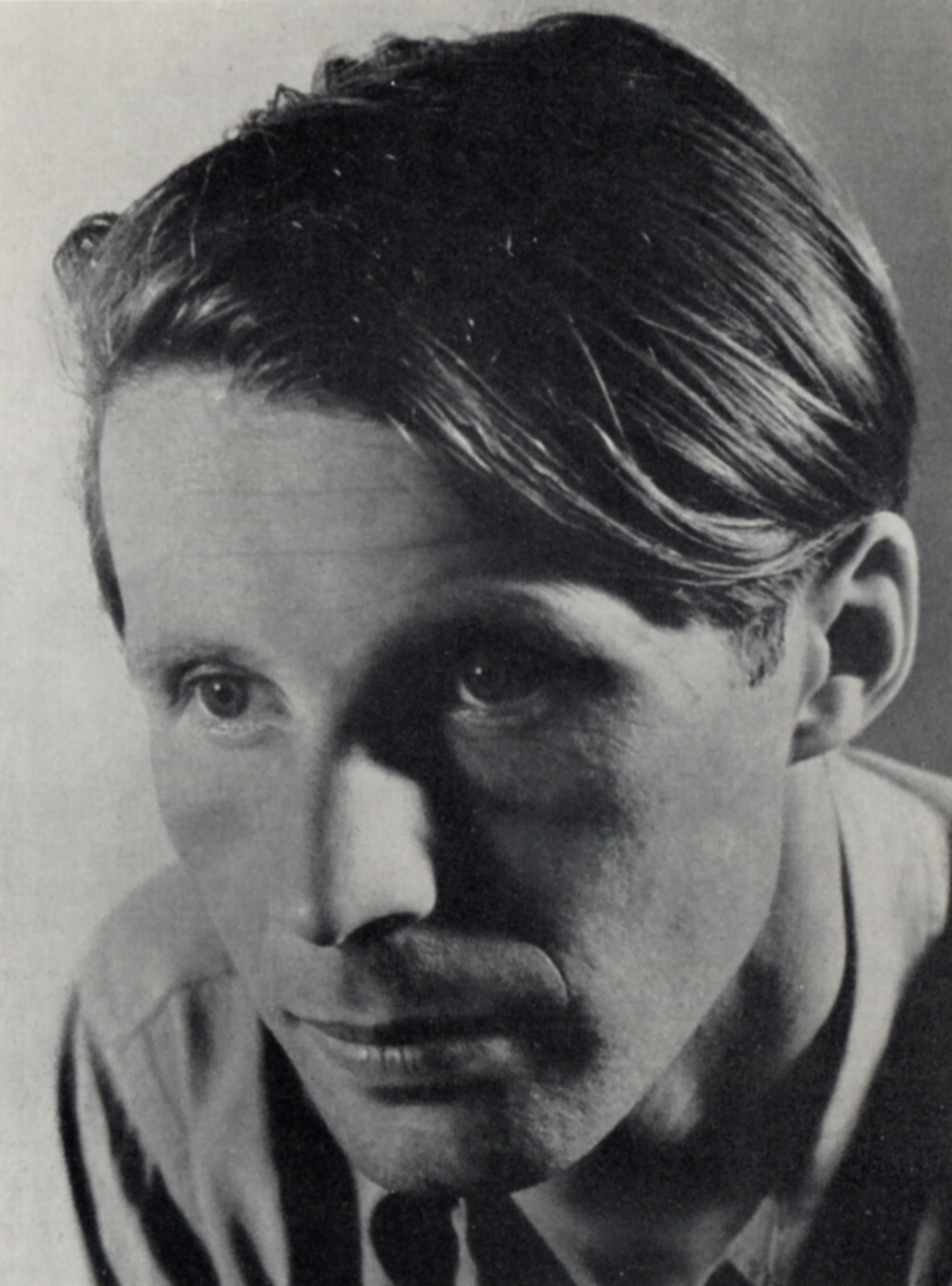
Peter Wackernagel gründete 1950 das Podium und galt als einer der profiliertesten Intendanten der Nachkriegszeit.

| - Erwin Dieterich (1925–1935) - Reinhold Ockel (1935–1944) - Alfred Mendler (1945–1950) - Gustav Deharde (1950–1953) - Peter Wackernagel (1954–1958, in der Spielzeitpause verstorben) - Joachim von Groeling (kommissarisch 1958–1959) - Kurt Hübner (1959–1962) - Ulrich Brecht (1962–1966) | - Detlof Krüger (1966–1973) - Peter Borchardt (1973–1979) - Volkmar Clauß (1979–1985) - Pavel Fieber (1985–1991) - Bernd Wilms (1991–1994) - Ansgar Haag (1994–2006) - Andreas von Studnitz (2006–2018) - Kay Metzger (seit 2018) |

## Freunde des Ulmer Theaters
Der Verein Freunde des Ulmer Theaters e. V., am 2. Oktober 1979 von Michael C. Wieland, dem damaligen Intendanten Volkmar Clauß und anderen gegründet, sieht sich als Bindeglied zwischen dem Ulmer Theater und dem Publikum. Er hilft mit, außergewöhnliche Produktionen zu realisieren und besondere Anschaffungen (zum Beispiel einen neuen Bühnenvorhang) zu machen. Auch organisiert er Konzerte oder Auktionen und gibt eine Theatermedaille heraus, um damit die für die Vereinstätigkeit notwendigen Gelder einzubringen.